# Domus Tiberiana
La Domus Tiberiana fu un palazzo imperiale sul Palatino edificato dall'imperatore Tiberio su lato occidentale della collina, su una vasta area tra il tempio della Magna Mater e le pendici del Foro Romano. Sopra di esso si estendono i cinquecenteschi Orti Farnesiani e ad oggi è stato scavato solo nelle zone marginali del perimetro, mentre il nucleo centrale, interessato solo da saggi alla metà del XIX secolo, è ancora fondamentalmente inesplorato.

## Storia
Forse Tiberio scelse come sito quello dove si trovava la sua casa natale, che era sul colle. La fase iniziale del palazzo doveva essere limitata alla parte centrale degli odierni giardini, mentre Caligola lo ampliò verso il Foro e Domiziano lo fece restaurare. In quest'ultimo intervento fu creato l'ingresso monumentale sul Foro, dove doveva avere sede anche un distaccamento della guardia pretoriana; qui, secoli dopo, sorse la chiesa di Santa Maria Antiqua.
La zona centrale del giardino fu sondata dal Rosa tra il 1861 ed il 1863.
Dopo la conclusione dei lavori di restauro, nel settembre 2023 la Domus Tiberiana è stata nuovamente aperta al pubblico e resa visitabile.

## Descrizione
Della parte centrale si conosce solo un grande peristilio circondato da stanze e dal quale si staccava un corridoio che finiva probabilmente presso gli ambienti scavati nei pressi del tempio della Magna Mater; altri corridoi dovevano sbucare poi nel criptoportico della Domus Transitoria neroniana, dove si vedono alcuni passaggi.
Il lato sud, verso il tempio e la più antica Casa di Livia, è stato scavato a fondo ed ha dato alla luce una fila di diciotto stanze rettangolari coperte da volta a botte. L'ottava da destra conserva un tratto di volta dipinta con riquadri che contengono scene figurate (una figura femminile, una pantera e degli uccelli), databili al III secolo d.C., mentre le pareti in laterizio sono databili alla ricostruzione neroniana dopo l'incendio del 64. Sempre su questo lato, all'angolo sud, si trova una vasca ovale con gradini, forse un vivarium dove erano tenuti pesci.
Il lato est è delimitato dal lungo criptoportico attribuito all'età neroniana. Vi si aprono finestre su un lato e conserva resti di pitture e dei pavimenti a mosaico. Un frammento del soffitto in stucco è decorato da cassettoni, elementi vegetali e un pannello con quattro Eroti (all'Antiquarium del Palatino). Da qui si può accedere alla Domus Augustana.
Il lato nord verso il Foro è quello meglio visibile, disposto lungo una via in salita identificata con il Clivus Victoriae. Alcuni ambienti orientati a nord-est/sud-ovest sono più antichi (domizianei) e sopra di essi si appoggiarono altre strutture adrianee orientate nord/sud che scavalcano la via antica con archi. In questi ambienti sono stati scoperti graffiti con liste di conti e nomi di monete, il che ha fatto pensare alla sede del fisco imperiale, forse dove veniva decisa la diffusione di nuovi coni. In seguito queste strutture vennero usate come magazzino.
Le fonti riportano che la Domus Tiberiana comprendeva almeno una biblioteca, sede anche dell'archivio imperiale, che subì un incendio al principio del 192 d.C., sotto Commodo.